# Камерон Бріттон
Камерон Бріттон (англ. Cameron Britton; нар. 6 червня 1986) — американський актор, найбільш відомий за роллю Еда Кемпера в серіалі «Мисливець за розумом», що принесла йому номінацію на премію «Еммі» в категорії «Кращий запрошений актор в драматичному телесеріалі».

## Кар'єра

### Фільмографія

#### Кіно
| Рік  | Фільм                   | Роль    | Примітки   |
| ---- | ----------------------- | ------- | ---------- |
| 2014 | Camp Takota             | Chet    |            |
| 2014 | Redeemed                | Alex    |            |
| 2014 | Vice Versa              | Tony    | Short film |
| 2015 | Day Out Of Days         | Mick    |            |
| 2018 | Дівчина у павутинні     | Plague  |            |
| 2019 | All Earthly Constraints | Cyrus   |            |
| 2022 | Чоловік на ім'я Отто    | Джиммі  |            |
| 2025 | Мікі 17                 | Аркадій |            |

#### Телебачення
| Year         | Show                 | Role                     | Notes |
| ------------ | -------------------- | ------------------------ | --- |
| 2014         | Unusual Suspects     | Jeffrey Boyd             | Episode: «Brute Force»                                                                                              |
| 2014         | Піддослідні          | Security Guard           | Episode: «Alien Gladiators»                                                                                         |
| 2014         | Vox Influx           | Casper Simmons           | Episode: «Vox» |
| 2015         | Battle Creek         | Oliver Nathan            | Episode: «Sympathy for the devil»                                                                                   |
| 2015–2017    | Зшивачі              | Tim/Engineering Manager  | Main (22 episodes)                                                                                                  |
| 2017–2019    | Мисливець за розумом | Ed Kemper                | Recurring (3 episodes) Номінований — Премія «Еммі» в категорії «Кращий запрошений актор в драматичному телесеріалі» |
| 2017         | S.W.A.T              | Patrick                  | Episode: «Imposters»                                                                                                |
| 2018         | Баррі                | Detective Charlie Simmer | Recurring (2 episodes)                                                                                              |
| 2019–present | Академія Амбрелла    | Hazel                    | Одна з головних ролей                                                                                               |